# Fred Campbell (cầu thủ bóng đá Anh)
T. Frederick Campbell là một cầu thủ bóng đá người Anh thi đấu ở vị trí hậu vệ. Ông sinh ra ở Burnley và thi đấu ở Football League cho câu lạc bộ quê nhà 1905–06.